# Свои (альбом)
«Свои» — девятый студийный альбом группы «Любэ», выпущенный в 2009 году. Был написан к 20-летнему юбилею коллектива. Презентация альбома состоялась 22 и 23 февраля 2009 года на сцене Государственного Кремлёвского дворца концертами «Свои. 20 лет». Альбом получился интровертным, лирическим, личным. Многие песни посвящены любви к женщине. «На мой взгляд, альбом получился отличный», — говорит лидер коллектива Николай Расторгуев.
Хитами становятся практически все песни из альбома. Некоторые из них – «Верка», «Мой адмирал», «Всё опять начинается» – удостоились награды Золотой граммофон. На песню «А заря» был снят видеоклип с участием Дмитрия Дюжева и Сергея Безрукова, а сама песня стала саундтреком к фильму «Каникулы строгого режима».
Альбом стал последним для хормейстера и бэк-вокалиста Анатолия Кулешова, который погиб 19 апреля 2009 года в автокатастрофе.

## Название и содержание
6 февраля 2009 года, незадолго до премьеры альбома, Николай Расторгуев побывал в пресс-центре газеты «Комсомольская правда», и, отвечая на вопросы поклонников, среди прочих ответил на такой: Почему альбом назвали «Свои»? Певец ответил следующее:
Там, во-первых, есть песня «Свои». Сегодня, по-моему, её закончили сводить. И назвали альбом «Свои». Это такое хорошее слово, кстати, «свои».
Характеризуя альбом, Расторгуев назвал некоторые песни уже хорошо известными радиослушателям, например, «Заимка», «Если…», «Мой адмирал», «Москвички». При этом подчеркнул, что есть и много совершенно новых песен — «Верка», «Свои», «А заря», «Календарь» и другие. Как он сам признался в интервью новгородской газете «Проспект», альбом, по его мнению, получился отличным. Композитор Игорь Матвиенко называет альбом интровертным, личным, ведь многие песни там посвящены любви к женщине. По свидетельству Расторгуева, музыканты записывали «Своих» около года, поэтому у них было достаточно времени для отбора песен, выбора аранжировок и спокойной работы в студии.

## Релиз
Альбом «Свои» был выпущен к 20-летию ансамбля и уже 14 февраля Президент России Дмитрий Медведев направил поздравление коллективу группы «Любэ». Отметив, что сегодня группа «Любэ» продолжает оставаться верной избранному профессиональному пути, а её произведения — пользоваться всенародной популярностью, президент подчеркнул, что это несомненная заслуга авторов песен, всех участников группы и, конечно, её бессменного лидера Николая Расторгуева. Глава государства выразил уверенность, что у столь талантливого коллектива всегда будут новые, яркие задумки и проекты, и пожелал участникам группы успехов, творческого долголетия, здоровья и удачи.
В ходе премьеры альбома и празднования юбилея группы, на сцену Государственного Кремлёвского дворца вместе с «Любэ» были приглашены гости: Офицеры спецподразделения «Альфа», Надежда Бабкина, Виктория Дайнеко, группа Фабрика, группа Моральный Кодекс и официальные лица.

## Музыкальная критика
Радиоведущий и музыкальный критик Борис Барабанов, рецензируя альбом «Свои», называет его первым, записанным в статусе абсолютного национального достояния. Возвращаясь к тематике первых альбомов коллектива, критик далее пишет, что все вершины уже взяты, нет нужды бряцать наганами и звенеть медалями, насчёт убеждений музыкантов тоже давно нет никаких сомнений. Как отмечает Барабанов, композитор Игорь Матвиенко сочинил альбом лирических песен, из ряда которых, по мнению критика, выбивается только песня «Мой адмирал», придуманная в рамках рекламной кампании первоканальского блокбастера про Колчака. Сконструированная не без искры новаторства, — в одном из куплетов звучит даже что-то вроде горлового пения, — в целом песня отдает конвейерным производством, который композитору знаком не понаслышке, ведь он курировал самую первую «Фабрику звёзд». Прочий материал альбома сыгран с преобладанием гармошек и акустических гитар, и полон ласкательных суффиксов и лукавого мужицкого эротизма. Есть среди новых песен и «моментальная классика» — двухминутный номер «Если», которому, как считает Барабанов, гарантирована долгая жизнь на радиочастотах и в застольных хит-парадах. Роль сигнала из реальности в альбоме «Свои» играет заглавная песня — первый плод сотрудничества композитора с текстовиком, работающим под псевдонимом Маха. В этой кровавой и многословной балладе строчки разделены между уравновешенным Николаем Расторгуевым и трудноуправляемым Григорием Лепсом. Ключевая фраза — «Без Своих нам здесь всем хана!». «Свои» пишутся в буклете со стихами с заглавной буквы. «Свои» здесь — женщины, которых в каждом городе ищет герой, но, конечно, «свои» легко читаются здесь и как вообще «наши».
Музкор газеты «Вечерняя Москва» Наталья Пенькова видит в названии «Свои» отсыл к преданным поклонникам коллектива, которые «свои уже 20 лет». По словам Пеньковой, руководство страны не могло пропустить такое событие. Именно потому Президент РФ Дмитрий Медведев поздравил «Любэ» телеграммой, с признаниями талантов коллектива на поприще сусальной любви к Родине и, что куда более важно, всенародной любви к ансамблю.

## Список композиций
Вся музыка написана И. Матвиенко.
| №                   | Название                          | Текст песни         | Длительность |
| ------------------- | --------------------------------- | ------------------- | ------------ |
| 1.                  | «А заря»                          | А. Шаганов          | 2:49         |
| 2.                  | «Верка»                           | А. Шаганов          | 3:50         |
| 3.                  | «Если...»                         | А. Шаганов          | 2:05         |
| 4.                  | «Всё опять начинается»            | М. Андреев          | 3:57         |
| 5.                  | «Мой адмирал»                     | И. Матвиенко        | 3:32         |
| 6.                  | «Календарь»                       | Л. Виноградова      | 2:07         |
| 7.                  | «Свои»                            | Маха                | 3:58         |
| 8.                  | «Заимка»                          | М. Андреев          | 2:34         |
| 9.                  | «Москвички»                       | М. Андреев          | 3:31         |
| 10.                 | «Подруга»                         | А. Шаганов          | 3:39         |
| 11.                 | «А, заря, заря!»                  | А. Шаганов          | 3:38         |
| 12.                 | «Свои» (исп. с Г. Лепсом)         | Маха                | 3:58         |
| 13.                 | «Мой адмирал» (исп. с В. Дайнеко) | И. Матвиенко        | 4:19         |
| 14.                 | «А заря» (исп. с Н. Михалковым)   | А. Шаганов          | 2:47         |
| Общая длительность: | Общая длительность:               | Общая длительность: | 46:44        |

Переиздания:
Юбилейное издание, выпущенное к 25-летию группы без изменения треклиста альбома. Издание выпущено на LP-носителях (винил) в 2014 г., а также на CD в 2015 г.

## Участники записи

### Любэ
- Николай Расторгуев — вокал, акустическая гитара
- Сергей Перегуда — гитара
- Алексей Хохлов — гитара
- Виталий Локтев — клавишные
- Павел Усанов — бас-гитара
- Александр Ерохин — ударные
- Анатолий Кулешов — хормейстер, бэк-вокал
- Алексей Тарасов — бэк-вокал

### Дополнительные музыканты
- Григорий Лепс — вокал в песне «Свои»
- Виктория Дайнеко — вокал в песне «Мой адмирал»
- Никита Михалков — вокал в песне «А заря»
- Николай Девлет-Кильдеев — гитара (4, 5, 13)
- Александр Асташёнок — гитара (5, 13)
- Сергей Войтенко — баян (1, 6, 10, 14)
- Евгений Баскаков — баян (8)
- Вадим Эйленкриг — труба (3)
- Игорь Матвиенко — клавишные, композитор
- Игорь Полонский — клавишные инструменты (2, 5, 11, 13), ударные инструменты (10, 12), аранжировка

### Производство
- Игорь Матвиенко — композитор, художественный руководитель, аранжировка
- А. Шаганов, М. Андреев, Л. Виноградова, И. Матвиенко, Маха — авторы стихов
- Александр Панфилов — звукоинженер
- Владимир Овчинников, Ян Миренский, Николай Цветков, Игорь Полонский — звукорежиссёры
- Владимир Овчинников — мастеринг
- Дмитрий Куликов — запись ударных инструментов
- Олег Головко — директор группы
- Юрий Земский, Ирина Масленникова — административная группа
- Игорь Полонский — саунд-дизайн
- DirectDesign — дизайн
- Первой исполнительницей песни «Календарь» была Юлия Бужилова. В её исполнении текст был написан на другую музыку, и композиция была более известна под названием «Ты мне пишешь».[источник не указан 3627 дней]
- Альбом "Свои" стал последним для хормейстера Анатолия Кулешова. Через два месяца после выпуска альбома Кулешов погиб в автокатастрофе.

## Награды и номинации
| Год  | Награда           | Номинированная работа  | Результат |
| ---- | ----------------- | ---------------------- | --------- |
| 2008 | Золотой граммофон | «Мой адмирал»          | Победа    |
| 2009 | Золотой граммофон | «А, заря»              | Номинация |
| 2009 | Золотой граммофон | «Верка»                | Победа    |
| 2010 | Золотой граммофон | «Все опять начинается» | Победа    |
| 2011 | Золотой граммофон | «Подруга»              | Номинация |